# He Said She Said
«He Said,She Said» (рус. Он сказал, Она сказала) — это песня американской поп-певицы Эшли Тисдейлс её дебютного альбома Headstrong. Песня была выпущена вторым синглом с альбома в США и Великобритании 17 сентября 2007 года, в других странах была выпущена в следующих месяцах. Песня получила много отзывов от критиков. Клип также включен в DVD Тисдейл Кое-что об Эшли. Сингл сертифицировали как золотой по данным RIAA за продажи500,000 копий, и он стал конечным синглом с альбома в США.

## Информация о песне
Песня участвует в фильме
Добейся успеха: Всё за победу. Она была выпущена на американские радиостанции в феврале 2007 до выпуска"Be Good to Me", после песня была должна была стать первым синглом. В песне также присутствует бэк-вокал Élan Luz Rivera. Песня попала на 81 строку в списке About.com Top 100 Pop Songs of 2007и на 99 строку в списке Z100 top 100 songs of 2007.

## Отзывы критиков
Печально, что «He Said She Said» не смог извлечь выгоду из экранной харизмы Тисдейл. Со его органным вступлением в стиле Призрак Оперы, разрывающий ритм и мягко воркующий припев, звучит как трек с альбома Destiny's Child в первые годы тысячелетия. ().— Ник Левин из Digital Spy

Родителям нужно знать, что молодёжный поп Эшли Тисдейл привлекательный и блестящий. Лирика семейная, но несущественная, заигрывающая с гранями сексуальной инсинуации в паре треков, к примеру в «He Said She Said» — это восхитительная мелодия о флирте, самая сексуальная на альбоме («Милый, я представляю, как мы классно двигаемся,/ Милый, я представляю, как мы классно обнимаемся»). Скучная рифма, постоянное повторение мелодии и лирические хуки не дают песне взлететь. ().— Commonsense Media

Иногда песня заявляет о себе как высокоритмичная и забавная при выходе, и ей реально не нужно ничего добавлять, чтобы сделать лучше. Это случилось с песней Эшли Тисдейл «He Said She Said». Когда песня начала вторгаться на радиостанции, начали создаваться ремиксы известными звукооператорами, среди них Friscia & Lamboy и Морган Пейдж. КНекоторые из них способны сохранить это попсовое волнение оригинальной версии. ().— Дэвид Сэнфорд из About.com

## Клипы
Первая версия
Первое видео для «He Said She Said» было снято 25 января 2007. В клипе Тисдейл в средней школе. Она положила глаз на школьника, и начала делать различные вещи, чтобы впечатлить его. Тисдейл входит в класс и начинает мечтать. Потом класс превращается в ночной клуб. Она начинает танцевать с наглыми девчонками с её школы, а в конце танцует с объектом её страсти. Тисдейл упомянула в видео на YouTube, что в первой сцене в видео она хлопнула дверью так сильно, что её нельзя было снова открыть для повторных съемок. Она также заявила, что изначально должна была быть сцена с поцелуем в клипе, но она была вырезана из-за её юных фанатов. Режиссёром первой версии стал Крис Эпплбаум. Видео было выброшено за ненадобностью
Вторая версия
В июне 2007 Тисдейл снялась во второй версии клипа, режиссёром которого стал Скотт Спир. Новый клип — это часть DVD Кое-что об Эшли. В видео Тисдейл и её друзья пошли в клуб, где парень (его играет Джош Хендерсон) замечает её. Она начинает танцевать с друзьями и следить за молодым человеком. Её старшая сестра Дженнифер Тисдейл появляется в клипе. Мировая премьера клипа состоялась на Total Request Live на канале MTV 19 сентября 2007 года. 25 февраля 2008 года видео вышло в свет на MTV Latin America. Видео достигало пика на 1 строке в видеочарте TRL 4 раза в октябре 2007 года.

## Промоушен

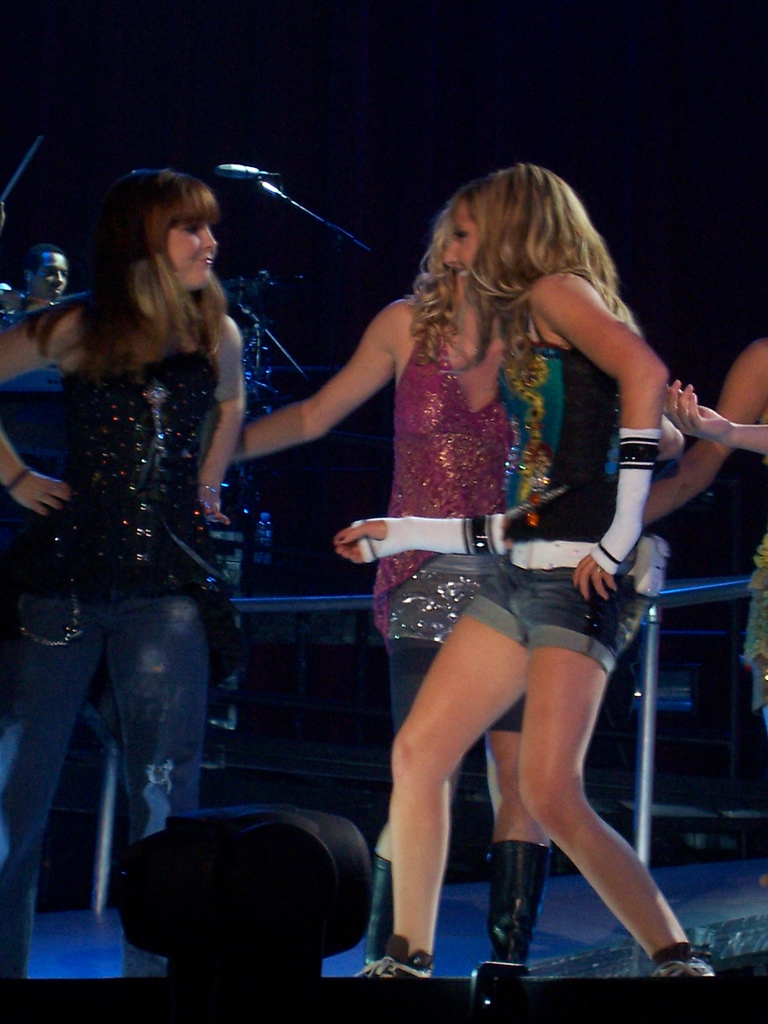
Исполняет песню на Классный мюзикл: Концерт

Тисдейл исполнила песню на Классный мюзикл: Концерт вместе с песнями «Headstrong» и «We’ll Be Together». Тисдейл также исполнила песню на различных телевизионных шоу таких как Good Morning America, Live with Regis and Kelly, The Early Show и TRL. Песня была использована в рекламах Red by Marc Ecko и Degree Girl, в которых она появилась. Она исполнила песню в бесплатном туре по моллам Тур Headstrong по Америке. С Тисдейл были смоделированы Huckleberry dolls, включая куклу «He Said She Said», одежду которой скопировали с той, что была у неё в клипе.

## Форматы и список композиций
Американский CD сингл
1. «He Said She Said» (Выпуск Radio Disney) — 3:07
2. «Be Good to Me» (Выпуск Radio Disney) — 3:14

Европейский CD сингл
1. «He Said She Said» (Альбомная версия) — 3:08
2. «He Said She Said» (Von Doom Mixshow) — 6:00
3. «He Said She Said» (Выпуск Redtop) — 4:59
4. «Last Christmas» (Версия сингла) — 3:55

### Мини-альбомы He Said She Said
Тисдейл выпустила 3-трековый мини-альбом 12 декабря 2006 года прежде релиза её дебютного альбома. Мини-альбом был выпущен, чтобы продвинуть альбом, а также на нём есть оригинальная версия песни «Headstrong» и «Last Christmas». Мини-альбом был доступен для покупки на Классный мюзикл: Концерт. В июне 2009 ремиксованный мини-альбом был выпущен на iTunes, в котором содержались 10 ремиксов песни.
He Said She Said Мегаремиксованный мини-альбом
1. «He Said She Said» (Von Doom Mixshow) — 5:59
2. «He Said She Said» (Von Doom Club Remix) — 7:15
3. «He Said She Said» (Von Doom Radio Edit) — 4:12
4. «He Said She Said» (Redtop Edit) — 4:58
5. «He Said She Said» (Redtop Edit Club Mix) — 7:22
6. «He Said She Said» (Jack D. Elliot Radio Mix) — 3:39
7. «He Said She Said» (Morgan Page Club Edit) — 4:57
8. «He Said She Said» (Morgan Page Club) — 7:18
9. «He Said She Said» (Funky Junction & Antony Reale Radio Edit) — 3:17
10. «He Said She Said» (Friscia & Lamboy’s Club) — 8:08
11. «He Said She Said» (Friscia & Lamboy’s Dub) — 7:33
12. «He Said She Said» (Friscia & Lamboy’s Mixshow) — 6:07
13. «He Said She Said» (DJ Gomi’s Radio Vox) — 4:43
14. «He Said She Said» (Funky Junction & Korovon Club Mix) — 4:55
15. «He Said She Said» (Karaoke Version) — 3:08
16. «He Said She Said» (Friscia & Lamboy’s Radio) — 3:49

## Чарты
Сингл дебютировал на американском Billboard Hot 100 77 строкой, продержавшись до 2 недель и снова вошёл в чарт 97 номером, потом поднялся до 58 строки на следующей неделе, продержавшись 8 недель подряд and archived one of its biggest performance on the German Singles Chart, staying in the chart for fifteen weeks.
| Чарт (2007)                                          | Наивысшая позиция |
| ---------------------------------------------------- | ----------------- |
| Austrian Singles Chart                               | 21                |
| Canadian Hot 100                                     | 62                |
| Eurochart Hot 100 Singles                            | 65                |
| German Singles Chart                                 | 17                |
| UK Singles Chart                                     | 155               |
| Американский Billboard Mainstream Top 40 (Pop Songs) | 37                |
| Чарт (2008)                                          | Наивысшая позиция |
| Американский Billboard Hot 100                       | 58                |
| Американский Billboard Pop 100                       | 41                |
| Американский Billboard Hot Dance Club Play           | 21                |

## Авторы и технический состав
Авторы песни
- Вокал — Эшли Тисдейл
- Продюсер — Дж. Р. Ротем
- Вокальный продюсер — Greg Ogan
- Автор — Джонатана «JR» Ротем, Эван «Kidd» Богарт, Райан Теддер
- Звукооператор и дополнительное программирование — Фил Тан
- Бэк-вокал — Élan Luz Rivera
- Дополнительная обработка — Джош Хафкик

АвторыCD-сингла 
- Исполнительные продюсеры — Лори Фельдман, Том Уолли
- Отдел по работе с начинающими артистами — Томми Пейдж
- Арт-директор — Джулиан Пеплоу

## Подробности релиза
| Регион         | Дата            | Лейбл                | Фоматы                      |
| -------------- | --------------- | -------------------- | --------------------------- |
| Чили           | 1 сентября 2006 | Warner Bros. Records | Цифровая загрузка           |
| США            | 19 декабря 2006 | Warner Bros. Records | Цифровая загрузка           |
| Германия       | 25 октября 2007 | Warner Bros. Records | Digital download, CD single |
| Великобритания | 26 октября 2006 | Warner Bros. Records |                             |